# Great Strickland
Great Strickland är en by (village) och civil parish i Cumbria i nordvästra England. Orten har 246 invånare (2001). Den har en kyrka.